# 巴拉圭人民军
巴拉圭人民军（西班牙語：Ejército del Pueblo Paraguayo，缩写为EPP）是巴拉圭的一支共产主义游击队。该组织的前身是自由祖国党的一个分支。2005年，自由祖国党被警方拆解。于是，自由祖国党的几名党员决定成立一个组织，开展武装斗争。2008年3月1日，该组织在奥尔克塔正式成立。自成立起，该组织在巴拉圭东部地区表现活跃，对巴拉圭政府目标发动了一系列袭击。该组织可能得到过哥伦比亚革命武装力量－人民军的支持。2017年，该组织约有100名成员。

巴拉圭人民军活动示意图。浅红色部分为巴拉圭人民军的影响范围，深红色部分为巴拉圭人民军建立过根据地的区域。

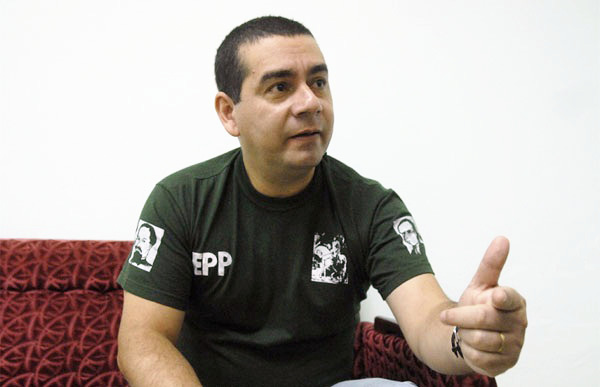
巴拉圭人民军领导人Alcides Oviedo Brítez

## 資料來源
1. ↑  . Ultima Hora.   [18 July 2017]. （原始内容存档于2018-02-28） （西班牙语）.
2. ↑  . Color ABC. 20 January 2017  [18 July 2017]. （原始内容存档于2017-01-29） （欧洲西班牙语）.